# Guipel
Guipel (bretonisch: Gwipedel; Gallo: Gipèu) ist eine französische Gemeinde mit 1.735 Einwohnern (Stand: 1. Januar 2022) im Département Ille-et-Vilaine in der Region Bretagne; sie gehört zum Arrondissement Rennes und zum Kanton Melesse. Die Einwohner werden Guipellois genannt.

## Geographie
Die Gemeinde Guipel liegt etwa 20 Kilometer nördlich von Rennes am Canal d’Ille-et-Rance. Umgeben wird Guipel von den Nachbargemeinden Dingé im Norden, Montreuil-sur-Ille im Osten, Saint-Médard-sur-Ille im Südosten und Süden, Vignoc im Südwesten sowie Hédé-Bazouges im Westen.

## Bevölkerungsentwicklung
| Jahr                       | 1962 | 1968 | 1975 | 1982 | 1990 | 1999 | 2006 | 2013 | 2020 |
| Einwohner                  | 1122 | 1126 | 1071 | 1190 | 1283 | 1420 | 1545 | 1698 | 1714 |
| Quellen: Cassini und INSEE |      |      |      |      |      |      |      |      |      |

## Sehenswürdigkeiten
- Kirche Saint-Martin, 1864 bis 1872 erbaut (siehe auch: Liste der Monuments historiques in Guipel)
- Herrenhaus von Launay-Jan aus dem 16. Jahrhundert
- See La Picquelais

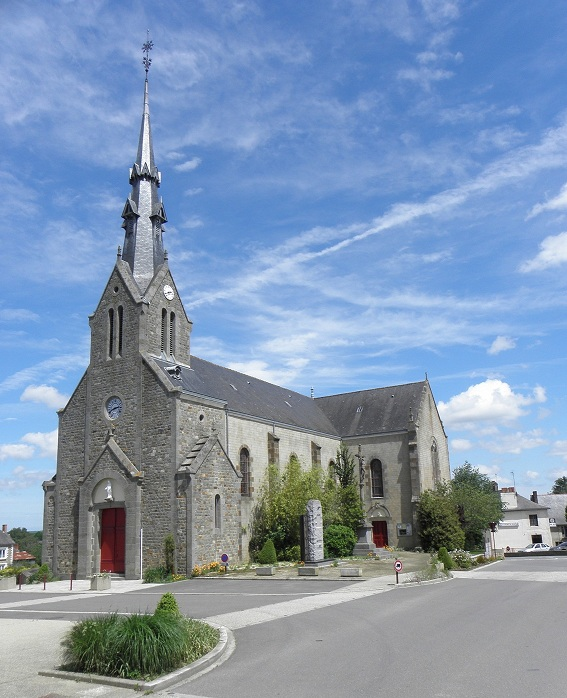
Kirche Saint-Martin
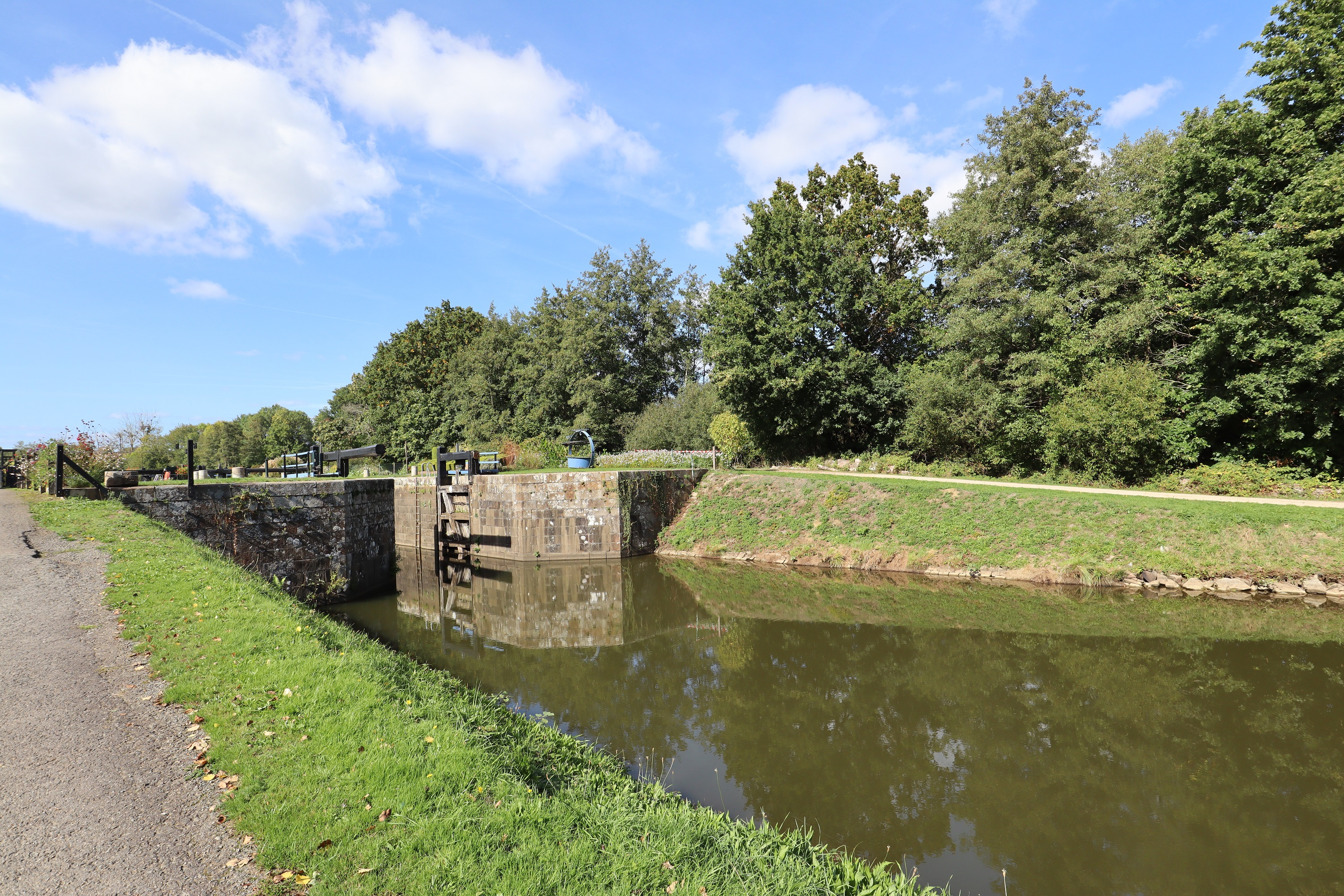
Schleuse am Canal d’Ille-et-Rance